# 2013 PX74
2013 PX74 est un objet transneptunien faisant partie des plutinos. 

## Caractéristiques
2013 PX74 mesure environ 300 km de diamètre.